# Suleiman Al - Hakeem (écrivain)
Suleiman Al-Hakeem (en arabe: سليمان الحكيم), né le 1er janvier 1950 et mort le 5 octobre 2019 à Ismaïlia, est un écrivain, critique d'art et journaliste Égyptien. En 1973, Al-Hakeem a obtenu un diplôme en journalisme de l'Université du Caire,,,,.